# Río Mayo (Colombia)
El río Mayo es un río del suroccidente de Colombia, afluente del río Patía. Se cree que podría tratarse del río Ancasmayo, que demarcaba el límite septentrional del Imperio Incaico, aunque esta opinión aún es debatida.
Nace en el Volcán Doña Juana y discurre hacia el occidente, marcando en su parte media y baja el límite entre los departamentos de Cauca y Nariño.
Su cuenca cubre un área de 87 000 hectáreas, 91% de las cuales se encuentran en Nariño (municipios de La Cruz, La Unión, San Lorenzo, San Pablo, Colón, Taminango, Belén y San Pedro de Cartago) y el restante 9% en Cauca (municipios de Mercaderes y Florencia).
Su recorrido abarca desde páramos andinos en el volcán Doña Juana hasta vegetación xerofítica en el valle del Patía. A lo largo de su curso es posible encontrar cultivos de café, caña de azúcar, plátano, maíz, fique, yuca y frutales, además de explotaciones de ganado bovino, porcino y otras especies menores.
La subregión nariñense del Río Mayo recibe su nombre por este río.